# Elecciones generales de Indonesia de 2024
El 14 de febrero de 2024 se celebraron elecciones generales en Indonesia para elegir al presidente, al vicepresidente, a la Asamblea Consultiva del Pueblo (MPR), que está formada por la Cámara de Representantes (DPR), el Consejo Representativo Regional (DPD) y miembros de los órganos legislativos locales en a nivel provincial y de ciudad/regencia.   Los nuevos miembros electos del MPR prestarán juramento el 1 de octubre de 2024, mientras que el presidente y el vicepresidente electos prestarán juramento el 20 de octubre de 2024.  El actual presidente Joko Widodo no es elegible para postularse para un tercer mandato debido a las limitaciones establecidas por la Constitución de Indonesia.  La elección cuenta con más de 200 millones de votantes elegibles, que votan en más de 800.000 colegios electorales en todo el país en la misma fecha.
El ministro de Defensa y general retirado del ejército, Prabowo Subianto, obtuvo la mayoría de los votos en la primera vuelta, derrotando a otros dos candidatos. Los 96 millones de votos de Subianto fueron los más altos recibidos por cualquier candidato en una elección democrática en Indonesia, superando los 85,6 millones de votos obtenidos por Joko Widodo en las elecciones de 2019.

## Sistema electoral

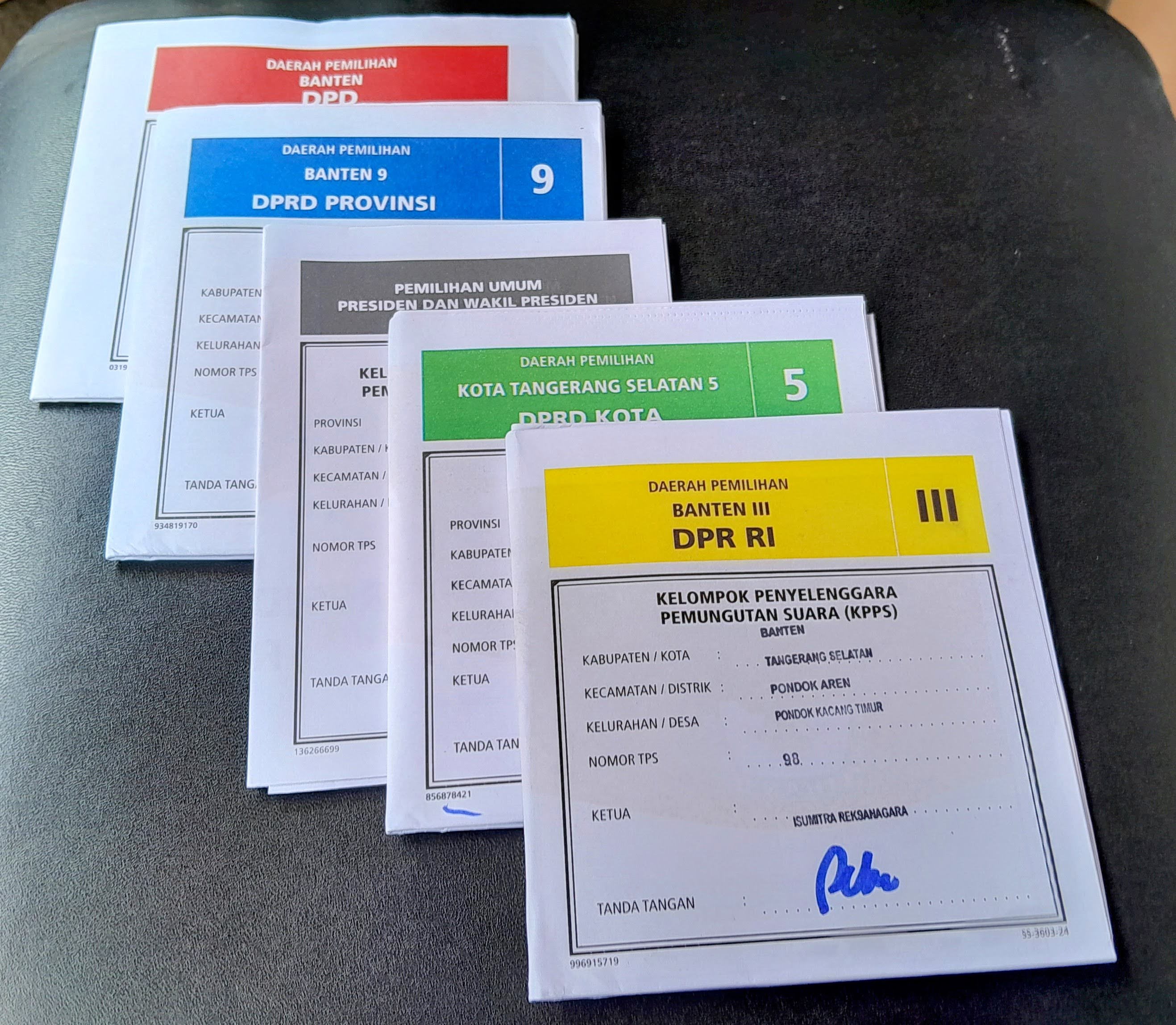
Papeletas para las elecciones en Tangerang del Sur, Banten.

La elección se llevó a cabo de conformidad con la Ley N° 7 de 2017. La Comisión Electoral General (KPU), un organismo estatutario independiente, fue responsable de organizar las elecciones. 
Todos los votantes recibieron cinco papeletas de voto: una para presidente y vicepresidente, una para el Consejo Representativo del Pueblo (DPR), una para el Consejo Representativo Regional (DPD) y una para el Consejo Representativo  del Pueblo Provincial (DPRD Provinsi).  Los votantes utilizaron un clavo para hacer un agujero en la papeleta indicando por qué partido o candidato deseaban votar, y luego mojaron sus dedos en tinta como precaución contra el fraude electoral. 

## Presidencial
Para postularse como candidato presidencial, un candidato tenía que contar con el respaldo formal de un partido político o una coalición del mismo que tuviera un mínimo del 20 por ciento de los escaños en la RPD o haber ganado al menos el 25 por ciento del voto popular en las elecciones anteriores., es decir, en las elecciones de 2019. 
La votación se realizó según un sistema de dos vueltas, en el que los electores simplemente elegían una de las parejas de candidatos. Un candidato ganador necesitaba una mayoría y al menos el 20% de los votos en más de la mitad de las provincias de Indonesia para ser declarado ganador. Si ningún par de candidatos hubiera cumplido el criterio (50%+1 del total de votos populares), la elección habría tenido que pasar a una segunda vuelta en la que solo los dos candidatos hubieran recibido los votos más populares, que se habría celebrado el 26 de junio. 
Según la ley electoral de Indonesia de 2017 y la decisión del Tribunal Constitucional de Indonesia número 90/PUU-XII/2023, los candidatos presidenciales deben:
- Tener al menos 40 años; o tiene/ocupa actualmente cargos elegidos mediante elecciones generales, incluidas elecciones de jefes regionales[8]
- Haber residido en Indonesia durante al menos 5 años; y
- No haber tenido ciudadanía extranjera, ni al momento de la elección ni en ningún momento anterior.

## Legislativo
Los miembros tanto del Consejo Representativo del Pueblo (DPR) como de los Consejos Regionales de Representantes del Pueblo (DPRD) fueron elegidos en distritos electorales plurinominales mediante votación con un sistema de lista abierta, y la distribución de escaños se realiza con el método Sainte-Laguë . Existía una cuota de género que exigía que al menos el 30% de los candidatos registrados fueran mujeres. 
Se ha establecido un umbral parlamentario del 4% para que los partidos estén representados en la RPD, aunque los candidatos aún podrían ganar escaños en los consejos regionales siempre que obtuvieran suficientes votos. Se disputaron 580 escaños de la RPD. A nivel nacional, hay 84 distritos electorales de la RPD, con 301 distritos electorales provinciales y 2.375 municipales. Los candidatos al Senado por el DPD no podían ser miembros de ningún partido político. Se eligieron cuatro senadores por cada provincia, un total de 152 miembros de las 38 provincias. 
Estas fueron las primeras elecciones para diputados provinciales y representantes de ambas Cámaras para Papúa Central, Papúa Sudoccidental, Papúa Sur y Papúa Alta, todas ellas nuevas provincias formadas en 2022. El 12 de diciembre de 2022, se firmó y publicó el Reglamento Gubernamental en lugar de la Ley N° 1/2022 para modificar la ley electoral de 2017 para convertir las nuevas regiones electorales en esas provincias y facilitar las elecciones allí. 
Nusantara, la nueva capital nacional designada, no era una nueva región electoral separada en las elecciones generales de 2024 ya que todavía está en construcción y, por tanto, no tenía población suficiente para tener su propio distrito electoral. Por lo tanto, el gobierno decidió que la RPD actuará como organismo de representación temporal hasta 2029, cuando Nusantara pueda establecerse como nueva región electoral. Para las elecciones de 2024, los electores que vivían en Nusantara se incluyeron en la región electoral de Kalimantan Oriental.   

## Votantes
La edad para votar es 17 años, o menos si el votante tiene un documento de identidad biométrico de Indonesia o e-KTP por matrimonio.  Sin embargo, desde que la edad para contraer matrimonio se modificó a 19 años en 2019, ya no hay personas casadas menores de 17 años  Los miembros de las Fuerzas Armadas Nacionales de Indonesia (TNI) y de la Policía de Indonesia (Polri) no pueden votar.  Alrededor del 33 por ciento de los votantes eran Millennials y el 23 por ciento formaban parte de la Generación Z. 
El 18 de abril de 2023, la KPU anunció que había provisionalmente 205.853.818 votantes registrados, incluidos 1.574.737 votantes registrados en el extranjero. Estaba previsto que la votación se realizara en 823.287 colegios electorales (TPS).  Esta cifra se actualizó a una cifra "final" de 204.807.222 votantes en julio de 2023, que debían votar en 823.220 colegios electorales. 
Las papeletas de voto por correo se enviaron a las embajadas de Indonesia en el extranjero a principios de enero de 2024.  Aunque los votantes en el extranjero emitieron sus votos antes que los votantes en Indonesia, la KPU prohibió explícitamente cualquier encuesta a boca de urna o la publicación de los resultados de las votaciones en el extranjero antes de que se hubiera completado el proceso electoral en toda Indonesia. 
La votación tuvo lugar entre las 7:00 y las 13:00 hora local, aunque a los votantes que llegaron antes de las 13:00 y todavía estaban en la cola se les permitió emitir su voto después de la fecha límite. 

## Partes en disputa
Para participar en las elecciones, los partidos políticos debían tener sucursales en todas las provincias de Indonesia, el 75% de las regencias o ciudades de esas provincias y el 50% de los distritos de las regencias donde el partido tenía sucursales.  En abril de 2022, el Ministerio de Derecho y Derechos Humanos declaró los nombres de 75 partidos políticos nacionales elegibles para registrarse para las elecciones de 2024.   Al final, un total de 24 partidos políticos se registraron en el KPU para presentarse a las elecciones a nivel nacional.  El 14 de diciembre de 2022, la KPU anunció que 17 partidos serían elegibles para participar en las elecciones legislativas.
El Partido Ummah, al que el KPU consideró no cualificado para participar en las elecciones, acusó al KPU de irregularidades en el proceso. Posteriormente, el partido presentó una denuncia por escrito.  Tras las mediaciones mediadas por Bawaslu entre el partido y el KPU los días 20 y 21 de diciembre, Bawaslu ordenó a la comisión electoral que repitiera el proceso de verificación para el Partido Ummah.  El partido se declaró calificado para participar en las elecciones del 30 de diciembre.  
Mientras tanto, el Partido Popular Justo y Próspero (PRIMA), cuyo registro inicialmente fue rechazado, presentó una demanda contra el KPU y obtuvo el derecho a una segunda verificación por parte del KPU.  Sin embargo, el 19 de abril de 2023, la KPU consideró que PRIMA no estaba calificado para participar en las elecciones de 2024 después de que el partido fallara en su fase de verificación de hechos, donde la KPU encontró que el número de miembros del partido estaba por debajo del umbral requerido.  El Partido de la Justicia y la Unidad de Indonesia y el Partido Berkarya tampoco lograron calificar para las elecciones, a pesar de participar en 2019 y de haber elegido miembros del partido como miembros de las legislaturas regionales en ese momento.  
| N.º                                                     | Nombre en inglés Nombre en indonesio | Nombre en inglés Nombre en indonesio | Nombre en inglés Nombre en indonesio                                                                 | Líder                    | Posición                    | Resultados de 2019 | Resultados de 2019 |  |
| N.º                                                     | Nombre en inglés Nombre en indonesio | Nombre en inglés Nombre en indonesio | Nombre en inglés Nombre en indonesio                                                                 | Líder                    | Posición                    | Votos (%)          | Asientes           |  |
| ------------------------------------------------------- | ------------------------------------ | ------------------------------------ | --- | ------------------------ | --------------------------- | ------------------ | ------------------ |  |
| 1                                                       |                                      | PKB                                  | National Awakening Party Partai Kebangkitan Bangsa                                                   | Muhaimin Iskandar        | Centro                      | 9.69%              | 58/575             |  |
| 2                                                       |                                      | Gerindra                             | Great Indonesia Movement Party Partai Gerakan Indonesia Raya                                         | Prabowo Subianto         | Derecha                     | 12.57%             | 78/575             |  |
| 3                                                       |                                      | PDI-P                                | Indonesian Democratic Party of Struggle Partai Demokrasi Indonesia Perjuangan                        | Megawati Sukarnoputri    | Centroizquierda a izquierda | 19.33%             | 128/575            |  |
| 4                                                       |                                      | Golkar                               | Party of Functional Groups Partai Golongan Karya                                                     | Airlangga Hartarto       | Centroderecha a derecha     | 12.31%             | 85/575             |  |
| 5                                                       |                                      | NasDem                               | National Democrats Party Partai Nasional Demokrat                                                    | Surya Paloh              | Centro to centroizquierda   | 9.05%              | 59/575             |  |
| 6                                                       |                                      | PB                                   | Labour Party Partai Buruh                                                                            | Said Iqbal               | Centroizquierda a izquierda | Nuevo              | Nuevo              |  |
| 7                                                       |                                      | Gelora                               | Indonesian People's Wave Party Partai Gelombang Rakyat Indonesia                                     | Anis Matta               | Centro a centroderecha      | Nuevo              | Nuevo              |  |
| 8                                                       |                                      | PKS                                  | Prosperous Justice Party Partai Keadilan Sejahtera                                                   | Ahmad Syaikhu            | Derecha a extrema derecha   | 8.21%              | 50/575             |  |
| 9                                                       |                                      | PKN                                  | Nusantara Awakening Party Partai Kebangkitan Nusantara                                               | Anas Urbaningrum         | Centro                      | Nuevo              | Nuevo              |  |
| 10                                                      |                                      | Hanura                               | People's Conscience Party Partai Hati Nurani Rakyat                                                  | Oesman Sapta Odang       | Centro                      | 1.54%              | 0/575              |  |
| 11                                                      |                                      | Garuda                               | Change Indonesia Guardian Party Partai Garda Perubahan Indonesia                                     | Ahmad Ridha Sabana       | Centro                      | 0.50%              | 0/575              |  |
| 12                                                      |                                      | PAN                                  | National Mandate Party Partai Amanat Nasional                                                        | Zulkifli Hasan           | Centro a centroderecha      | 6.84%              | 44/575             |  |
| 13                                                      |                                      | PBB                                  | Crescent Star Party Partai Bulan Bintang                                                             | Yusril Ihza Mahendra     | Derecha                     | 0.79%              | 0/575              |  |
| 14                                                      |                                      | Demokrat                             | Democratic Party Partai Demokrat                                                                     | Agus Harimurti Yudhoyono | Centro a centroderecha      | 7.77%              | 54/575             |  |
| 15                                                      |                                      | PSI                                  | Indonesian Solidarity Party Partai Solidaritas Indonesia                                             | Kaesang Pangarep         | Centro izquierda            | 1.89%              | 0/575              |  |
| 16                                                      |                                      | Perindo                              | Indonesian Unity Party Partai Persatuan Indonesia                                                    | Hary Tanoesoedibjo       | Centroderecha               | 2.67%              | 0/575              |  |
| 17                                                      |                                      | PPP                                  | United Development Party Partai Persatuan Pembangunan                                                | Muhamad Mardiono         | Centroderecha a derecha     | 4.52%              | 19/575             |  |
| Boleta número 18-23 asignada a partidos locales en Aceh |                                      |                                      | |                          |                             |                    |                    |  |
| 18                                                      |                                      | PNA                                  | Aceh State Party Partai Nanggroe Aceh                                                                | Irwandi Yusuf            | Big tent                    | DNP                | DNP                |  |
| 19                                                      |                                      | Gabthat                              | Aceh's Generation Unite in Obedience and Piety Party Partai Generasi Atjeh Beusaboh Tha'at dan Taqwa | Ahmad Tajuddin           | Big tent                    | DNP                | DNP                |  |
| 20                                                      |                                      | PDA                                  | Aceh Abode Party Partai Darul Aceh                                                                   | Muhibbussabri A. Wahab   | Big tent                    | DNP                | DNP                |  |
| 21                                                      |                                      | PA                                   | Aceh Party Partai Aceh                                                                               | Muzakir Manaf            | Big tent                    | DNP                | DNP                |  |
| 22                                                      |                                      | PAS Aceh                             | Aceh Just and Prosperous Party Partai Adil Sejahtera Aceh                                            | Tu Bulqaini Tanjongan    | Big tent                    | DNP                | DNP                |  |
| 23                                                      |                                      | SIRA                                 | Independent Solidity of Acehnese Party Partai Soliditas Independen Rakyat Aceh                       | Muslim Syamsuddin        | Big tent                    | DNP                | DNP                |  |
|                                                         |                                      |                                      | |                          |                             |                    |                    |  |
| 24                                                      |                                      | Ummat                                | Ummah Party Partai Ummat                                                                             | Ridho Rahmadi            | Derecha a extrema derecha   | Nuevo              | Nuevo              |  |

## Elecciones presidenciales

### Candidatos
En julio de 2017, el Consejo Representativo del Pueblo (DPR) aprobó una ley por la que solo los partidos o coaliciones con al menos el 20% de los escaños en la legislatura (es decir, 115 escaños) o el 25% de los votos en las elecciones anteriores son elegibles para presentar una elección presidencial. candidato. Los requisitos para los candidatos presidenciales y vicepresidentes son ciudadanos nacidos en Indonesia, ciudadanos indonesios nacidos en el extranjero, una edad mínima de 40 años y el requisito de " creer en el Único Dios ". Si los candidatos tenían cónyuges, también debían ser ciudadanos indonesios. Un historial penal que resulte en más de cinco años de encarcelamiento o una quiebra activa impide que un candidato se postule. 
Las parejas Anies Baswedan – Muhaimin Iskandar y Ganjar Pranowo – Mahfud MD se registraron oficialmente ante la Comisión Electoral General el 19 de octubre de 2023.  La pareja Prabowo Subianto – Gibran Rakabuming se registró oficialmente el 25 de octubre de 2023. 
| 01                                    |                                                               |
| Boleto de la Coalición de Cambio 2024 |                                                               |
| Anies Baswedan                        | Muhaimin Iskandar                                             |
| Presidente                            | Vicepresidente                                                |
|                                       |                                                               |
| Gobernador de Yakarta (2017–2022)     | Vicepresidente de la Cámara de Representantes (2019–presente) |
|                                       |                                                               |

| 02                                                |                                      |
| Boleto de la Coalición Avanzada de Indonesia 2024 |                                      |
| Prabowo Subianto                                  | Gibran Rakabuming                    |
| Presidente                                        | Vicepresidente                       |
|                                                   |                                      |
| Ministro de Defensa (2019–presente)               | Alcalde de Surakarta (2021-presente) |
|                                                   |                                      |

| 03                                     |                                                                                 |
| Boleto de la Alianza de Partidos 2024  |                                                                                 |
| Ganjar Pranowo                         | Mahfud MD                                                                       |
| Presidente                             | Vicepresidente                                                                  |
|                                        |                                                                                 |
| Gobernador de Java Central (2013–2023) | Ministro Coordinador de Asuntos Políticos, Jurídicos y de Seguridad (2019-2024) |
|                                        |                                                                                 |

#### Apoyo retirado
El Partido Despertar Nacional había declarado previamente su apoyo a Prabowo Subianto, pero luego rescindió su apoyo y declaró su apoyo a Anies Baswedan con el presidente del Partido Despertar Nacional, Muhaimin Iskandar, siendo seleccionado como compañero de fórmula de Anies Baswedan.  
Demokrat había declarado previamente su apoyo a Anies Baswedan, pero debido a la selección de Muhaimin Iskandar como compañero de fórmula de Anies Baswedan, el presidente del Partido Demokrat, Agus Harimurti Yudhoyono, rescindió su apoyo y luego declaró su apoyo a Prabowo Subianto.  
El Partido de Solidaridad de Indonesia había declarado previamente su apoyo a Ganjar Pranowo, pero rescindió su apoyo y el 24 de octubre de 2023 declaró oficialmente su apoyo a Prabowo Subianto  

### La candidatura de Gibran.
Un fallo de octubre de 2023 del Tribunal Constitucional de Indonesia añadió una excepción al criterio de edad mínima de 40 años, permitiendo a aquellos menores de 40 años que habían sido elegidos previamente como líderes regionales presentarse como candidatos presidenciales o vicepresidentes. Esto permitió a Gibran Rakabuming, de 36 años, hijo del actual presidente Jokowi y alcalde de Surakarta, postularse para la vicepresidencia. El fallo fue controvertido ya que el presidente del tribunal, Anwar Usman, es tío de Gibran.    Anwar Usman fue finalmente degradado del cargo de Presidente del Tribunal Constitucional por el Majelis Kehormatan Mahkamah Konstitusi o el Consejo Honorario del Tribunal Constitucional el 8 de noviembre tras declararlo culpable de conflicto de intereses en el fallo.  Además, se descubrió que la KPU había cometido violaciones éticas en torno al registro de Gibran como vicepresidente al permitirle registrar su candidatura antes de que la comisión hubiera ajustado la edad mínima de los candidatos en su reglamento interno.  Los Defensores de la Democracia de Indonesia (TPDI) y el Movimiento de Defensores de Indonesia (Perekat Nusantara) presentaron una demanda contra Joko Widodo, Gibran Rakabuming, Anwar Usman y la primera dama Iriana, alegando nepotismo y dinastía política por parte de los demandados, pero fue desestimada por el Tribunal Administrativo del Estado de Yakarta un día antes de las elecciones. 

### Debates
Entre el 12 de diciembre de 2023 y el 4 de febrero de 2024 se celebraron cinco debates presidenciales y vicepresidenciales televisados simultáneos. Durante el debate del 21 de enero, se vio a Gibran Rakabuming haciendo un gesto de “agacharse” y fingiendo buscar un objeto perdido en respuesta a una respuesta del Dr. Mahfud, que generó reacciones en su mayoría negativas en línea por su supuesta mala educación.  

### Uso de redes sociales y desinformación.
La campaña de Prabowo Subianto se destacó por sus esfuerzos por rehabilitar su imagen de su asociación con violaciones de derechos humanos durante la dictadura del expresidente Suharto y convertirla en una figura de abuelo "gemoy" (tierno) entre los jóvenes, llegando incluso a convertirlo en un avatar animado de él en TikTok usando inteligencia artificial . La campaña de Anies Baswedan y Ganjar Pranowo también utilizó chatbots interactivos de IA para interactuar con los votantes.   
Durante la campaña, Anies Baswedan fue blanco de una grabación de audio falsa que supuestamente mostraba cómo era reprendido por un partidario político en enero. El equipo de campaña de Prabowo Subianto utilizó inteligencia artificial para representar a niños en un comercial de televisión con el fin de eludir las leyes que prohíben la aparición de menores en anuncios electorales. 
Golkar, uno de los partidos que apoya a Prabowo para la presidencia, subió a las redes sociales un vídeo viral generado por IA de una simulación de Suharto, que había muerto en 2008, en el que parecía instar a los votantes a seleccionar a los candidatos del partido en las próximas elecciones. . Esto llevó a algunas organizaciones de la sociedad civil a instar a la KPU a implementar regulaciones sobre el uso de inteligencia artificial. 

### Acusaciones de apoyo estatal
El 12 de febrero de 2024, el periodista de investigación Dandhy Laksono publicó un documental en YouTube dirigido por él, titulado Dirty Vote, alegando que Joko Widodo utilizó fondos estatales para apoyar la campaña de Prabowo Subianto, volviéndose viral ese mismo día y provocando acusaciones de sabotaje por parte del equipo de campaña de Prabowo.  La oficina presidencial negó las acusaciones, mientras se llevaron a cabo protestas en reacción a las acusaciones. 

## Elección legislativa

#### Asientos en disputa
| Nivel      | Institución                                                                                                   | Asientos disputados | Cambio con respecto a las elecciones de 2019 | Candidatos postulándose |
| ---------- | --- | ------------------- | -------------------------------------------- | ----------------------- |
| Nacional   | Consejo Representativo del Pueblo Dewan Perwakilan Rakyat (RPD)                                               | 580                 | 5                                            | 9.917                   |
| Nacional   | Consejo Representativo Regional Dewan Perwakilan Daerah (DPD)                                                 | 152                 | 16                                           | 668                     |
| Provincial | Consejo Representativo Regional Popular Provincial Dewan Perwakilan Rakyat Daerah Provinsi (DPRD I)           | 2,372               | 165                                          | 32.880                  |
| Municipal  | Consejo Representativo Regional del Pueblo Municipal Dewan Perwakilian Rakyat Daerah Kabupaten/Kota (DPRD II) | 17.510              | 170                                          | 214.915                 |
| Total      | Total | 20.614              | 356                                          | 258.380                 |

### Candidatos
Todos los candidatos legislativos deben ser ciudadanos indonesios, mayores de 21 años, graduados de la escuela secundaria (o equivalente) y nunca haber sido condenados por un delito que resulte en una sentencia de cinco años o más. Además, los candidatos a la RPD o a las legislaturas locales deben contar con el respaldo de un partido político y deben renunciar a sus cargos gubernamentales no legislativos (excepto el de presidente y vicepresidente) o a sus cargos en empresas estatales . Los legisladores que se postulen para la reelección o para otro organismo a través de un nuevo partido político también deben renunciar.  Para cada distrito electoral, los partidos políticos deben tener al menos el 30 por ciento de los candidatos, redondeado al número entero más cercano, sean mujeres. Esto se modificó con respecto a las regulaciones vigentes en las elecciones de 2019, donde la cifra del 30 por ciento se redondearía hacia arriba y, por lo tanto, se requerirían menos candidatas en general. 
El registro de candidatos se abrió entre el 1 y el 14 de mayo de 2023, con un total de 10.341 candidatos registrados para postularse para la RPD. Esto incluyó a 17 de los 18 partidos nacionales que registraron un máximo de 580 candidatos permitidos cada uno, y sólo el Partido Gelora registró menos con 481 candidatos.  Aproximadamente 1.100 personas se registraron como candidatos para el Consejo Representativo Regional, con sólo 622 requisitos de aprobación.  La KPU reconoció en total 9.917 candidatos. 

## Las encuestas de opinión

### Presidente
Conteo rápido     Recuento real
| Entrevistador                  | Fecha de la encuesta                         | Tamaño de la muestra        | Margen de error             |                             |                              |                              |                              |        |        |        |
| Entrevistador                  | Fecha de la encuesta                         | Tamaño de la muestra        | Margen de error             | Prabowo Gerindra            | Anies Independent            | Ganjar PDI-P                 |                              |        |        |        |
| ------------------------------ | -------------------------------------------- | --------------------------- | --------------------------- | --------------------------- | ---------------------------- | ---------------------------- | ---------------------------- | ------ | ------ | ------ |
| Entrevistador                  | Fecha de la encuesta                         | Tamaño de la muestra        | Margen de error             | 14 de febrero de 2024       | Resultados de las elecciones | Resultados de las elecciones | Resultados de las elecciones | 58.59% | 24.95% | 16.47% |
| Litbang Kompas                 | 14 de febrero de 2024                        |                             |                             | 58.45%                      | 25.25%                       | 16.30%                       |                              |        |        |        |
| Charta Politika                | 14 de febrero de 2024                        |                             |                             | 57.99%                      | 25.36%                       | 16.64%                       |                              |        |        |        |
| SMRC                           | 14 de febrero de 2024                        | 1,994                       |                             | 58.36%                      | 24.86%                       | 16.78%                       |                              |        |        |        |
| Lembaga Survei Indonesia       | 14 de febrero de 2024                        |                             | 1%                          | 57.46%                      | 25.30%                       | 17.23%                       |                              |        |        |        |
| Indikator                      | 14 de febrero de 2024                        | 3,000                       | 0.52%                       | 58.17%                      | 25.38%                       | 16.46%                       |                              |        |        |        |
| LSI Denny JA                   | 14 de febrero de 2024                        |                             |                             | 58.47%                      | 24.98%                       | 16.55%                       |                              |        |        |        |
| Poltracking                    | 14 de febrero de 2024                        | 3,000                       | 1%                          | 58.51%                      | 25.13%                       | 16.36%                       |                              |        |        |        |
| Populi Center                  | 14 de febrero de 2024                        |                             | 0.16%                       | 59.08%                      | 25.06%                       | 15.86%                       |                              |        |        |        |
| CSIS - Cyrus Network           | 14 de febrero de 2024                        | 2,000                       | 1%                          | 58.22%                      | 24.94%                       | 16.84%                       |                              |        |        |        |
| Politika Research & Consulting | 14 de febrero de 2024                        |                             |                             | 59.22%                      | 24.07%                       | 16.71%                       |                              |        |        |        |
| SPIN                           | 5 - 8 de febrero de 2024                     | 1,200                       | 2.8%                        | 54.8%                       | 24.3%                        | 16.1%                        |                              |        |        |        |
| LSI Denny JA                   | 26 de enero - 6 de febrero de 2024           | 1,200                       | 2.9%                        | 53.5%                       | 21.7%                        | 19.2%                        |                              |        |        |        |
| Lembaga Survei Indonesia       | 29 de enero - 5 de febrero de 2024           | 1,220                       | 2.9%                        | 51.9%                       | 23.3%                        | 20.3%                        |                              |        |        |        |
| 4 de febrero de 2024           | Quinto debate presidencial                   | Quinto debate presidencial  | Quinto debate presidencial  | Quinto debate presidencial  | Quinto debate presidencial   | Quinto debate presidencial   |                              |        |        |        |
| Indikator                      | 28 de enero - 4 de febrero de 2024           | 1,200                       | 2.9%                        | 51.8%                       | 24.1%                        | 19.6%                        |                              |        |        |        |
| Populi Center                  | 27 de enero - 3 de febrero de 2024           | 1,500                       | 2.53%                       | 52.5%                       | 22.1%                        | 16.9%                        |                              |        |        |        |
| Poltracking                    | 25 de enero - 2 de febrero de 2024           | 1,220                       | 2.9%                        | 50.9%                       | 25.1%                        | 18.4%                        |                              |        |        |        |
| Lembaga Point Indonesia        | 26 - 28 de enero de 2024                     | 1,500                       | 2.53%                       | 52.9%                       | 22.7%                        | 19.1%                        |                              |        |        |        |
| Political Weather Station      | 21 - 25 de enero de 2024                     | 1,220                       | 2.81%                       | 52.3%                       | 21.3%                        | 19.7%                        |                              |        |        |        |
| LSI Denny JA                   | 16 - 26 de enero de 2024                     | 1,200                       | 2.9%                        | 50.7%                       | 22%                          | 19.7%                        |                              |        |        |        |
| 21 de enero de 2024            | Cuarto debate presidencial                   | Cuarto debate presidencial  | Cuarto debate presidencial  | Cuarto debate presidencial  | Cuarto debate presidencial   | Cuarto debate presidencial   |                              |        |        |        |
| Polling Institute              | 15 - 16 de enero de 2024                     | 1,219                       | 2.9%                        | 48.7%                       | 23%                          | 20.9%                        |                              |        |        |        |
| Indonesia Survey Center        | 11 - 19 de enero de 2024                     | 1,670                       | 2.4%                        | 52%                         | 21.7%                        | 18.1%                        |                              |        |        |        |
| Indikator                      | 10 - 16 de enero de 2024                     | 1,200                       | 2.9%                        | 48.6%                       | 24.2%                        | 21.6%                        |                              |        |        |        |
| SPIN                           | 8 - 14 de enero de 2024                      | 2,178                       | 2.1%                        | 50.9%                       | 18.7%                        | 23.5%                        |                              |        |        |        |
| Lembaga Survei Indonesia       | 10 - 11 de enero de 2024                     | 1,206                       | 2.9%                        | 47.0%                       | 23.2%                        | 21.7%                        |                              |        |        |        |
| Indonesia Polling Stations     | 7 - 13 de enero de 2024                      | 1,220                       | 2.8%                        | 51.8%                       | 21.3%                        | 19.2%                        |                              |        |        |        |
| Charta Politika                | 4 - 11 de enero de 2024                      | 1,220                       | 2.82%                       | 42.2%                       | 26.7%                        | 28.0%                        |                              |        |        |        |
| LSI Denny JA                   | 3 - 11 de enero de 2024                      | 1,200                       | 2.9%                        | 46.6%                       | 22.8%                        | 24.8%                        |                              |        |        |        |
| 7 de enero de 2024             | Tercer debate presidencial                   | Tercer debate presidencial  | Tercer debate presidencial  | Tercer debate presidencial  | Tercer debate presidencial   | Tercer debate presidencial   |                              |        |        |        |
| Indonesia Political Opinion    | 1 - 7 de enero de 2024                       | 1,200                       | 2.5%                        | 42.3%                       | 34.5%                        | 21.5%                        |                              |        |        |        |
| Poltracking                    | 1-7 de enero de 2024                         | 1,220                       | 2.9%                        | 46.7%                       | 26.9%                        | 20.6%                        |                              |        |        |        |
| Indikator                      | 30 de diciembre de 2023 - 6 de enero de 2024 | 1,200                       | 2%                          | 45,8%                       | 25,5%                        | 23%                          |                              |        |        |        |
| Ipsos Public Affairs           | 27 de diciembre de 2023 - 5 de enero de 2024 | 2,000                       | 2.19%                       | 48.1%                       | 21.8%                        | 18.4%                        |                              |        |        |        |
| Lembaga Survei Nasional        | 28 de diciembre de 2023 - 2 de enero de 2024 | 1,420                       | 2.6%                        | 49.5%                       | 24.3%                        | 20.5%                        |                              |        |        |        |
| Median                         | 23 de diciembre de 2023 - 1 de enero de 2024 | 1,500                       | 2.53%                       | 43.1%                       | 26.8%                        | 20.1%                        |                              |        |        |        |
| Polling Institute              | 26 - 28 de diciembre de 2023                 | 1,246                       | 2.9%                        | 46.2%                       | 24.6%                        | 21.3%                        |                              |        |        |        |
| PRC                            | 20 - 27 de diciembre de 2023                 | 1,200                       | 2.7%                        | 42.4%                       | 28.0%                        | 21.8%                        |                              |        |        |        |
| ICRC                           | 20 - 26 de diciembre de 2023                 | 1,230                       | 2.79%                       | 39.4%                       | 25.6%                        | 29.1%                        |                              |        |        |        |
| Indikator                      | 23 - 24 de diciembre de 2023                 | 1,217                       | 2.9%                        | 46.7%                       | 21.0%                        | 24.5%                        |                              |        |        |        |
| LSI Denny JA                   | 17 - 23 de diciembre de 2023                 | 1,200                       | 2.9%                        | 43.3%                       | 25.3%                        | 22.9%                        |                              |        |        |        |
| 22 de diciembre de 2023        | Segundo debate presidencial                  | Segundo debate presidencial | Segundo debate presidencial | Segundo debate presidencial | Segundo debate presidencial  | Segundo debate presidencial  |                              |        |        |        |
| Polling Institute              | 15 - 19 de diciembre de 2023                 | 2,130                       | 2.9%                        | 46.1%                       | 22.1%                        | 20.5%                        |                              |        |        |        |
| CSIS                           | 13 - 18 de diciembre de 2023                 | 1,300                       | 2.7%                        | 43.7%                       | 26.1%                        | 19.4%                        |                              |        |        |        |
| Puspoll                        | 11 - 18 de diciembre de 2023                 | 1,220                       | 2.83%                       | 41%                         | 26.1%                        | 27.6%                        |                              |        |        |        |
| 12 de diciembre de 2023        | Primer debate presidencial                   | Primer debate presidencial  | Primer debate presidencial  | Primer debate presidencial  | Primer debate presidencial   | Primer debate presidencial   |                              |        |        |        |
| Indikator Publik               | 3 - 11 de diciembre de 2023                  | 1,670                       | 2.4%                        | 50.2%                       | 22.7%                        | 23.1%                        |                              |        |        |        |
| Poltracking                    | 29 November - 5 de diciembre de 2023         | 1,220                       | 2.9%                        | 45.2%                       | 23.1%                        | 27.3%                        |                              |        |        |        |
| Populi Center                  | 28 November - 5 de diciembre de 2023         | 1,200                       | 2.83%                       | 46.7%                       | 21.7%                        | 21.7%                        |                              |        |        |        |
| Litbang Kompas                 | 29 November - 4 de diciembre de 2023         | 1,364                       | 2.65%                       | 39.3%                       | 16.7%                        | 15.3%                        |                              |        |        |        |
| Indikator                      | 23 November - 1 de diciembre de 2023         | 1,200                       | 2.9%                        | 38.2%                       | 19.1%                        | 20.4%                        |                              |        |        |        |
| LSI Denny JA                   | 6 - 13 de noviembre de 2023                  | 1,200                       | 2.90%                       | 40.3%                       | 20.3%                        | 28.6%                        |                              |        |        |        |
| Populi Center                  | 29 October - 5 de noviembre de 2023          | 1,200                       | 2.83%                       | 43.1%                       | 22.3%                        | 23.0%                        |                              |        |        |        |
| Poltracking                    | 28 October - 3 de noviembre de 2023          | 1,220                       | 2.9%                        | 40.2%                       | 24.4%                        | 30.1%                        |                              |        |        |        |
| Indikator                      | 27 October - 1 de noviembre de 2023          | 1,220                       | 2.9%                        | 39.7%                       | 24.4%                        | 30.0%                        |                              |        |        |        |
| Charta Politika                | 26 - 31 de octubre de 2023                   | 2,400                       | 2.0%                        | 34.7%                       | 24.3%                        | 36.8%                        |                              |        |        |        |
| Indo Barometer                 | 25 - 31 de octubre de 2023                   | 1,230                       | 2.79%                       | 43.5%                       | 23.2%                        | 33.3%                        |                              |        |        |        |

### Legislatura
Este gráfico muestra las tendencias de las encuestas en el período previo a las Elecciones legislativas de Indonesia de 2024. No se incluyen encuestas de escenarios.
El umbral electoral para obtener escaños está fijado actualmente en el 4%.

## Finanzas y logística

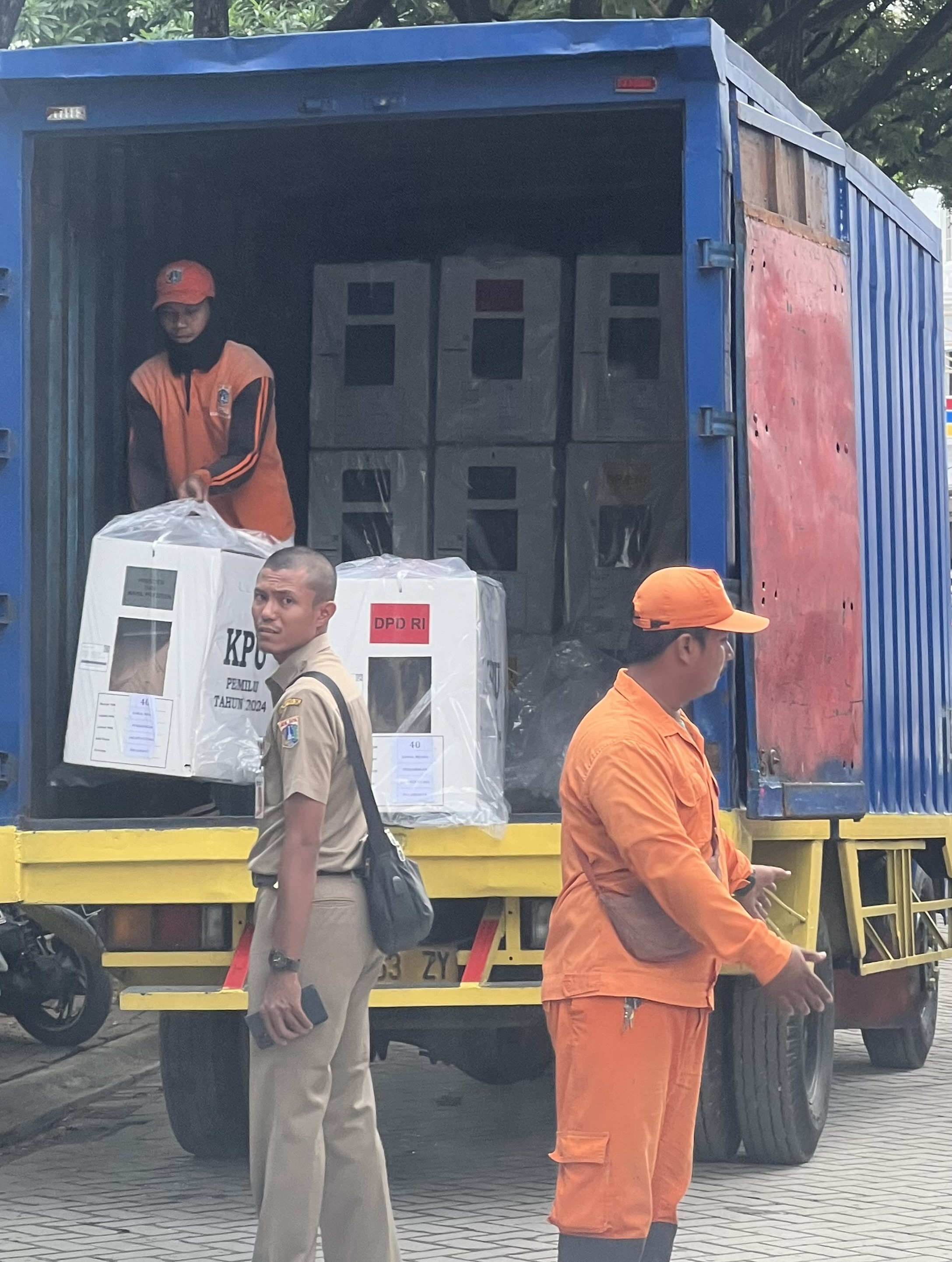
Trabajadores descargando urnas en Yakarta el día antes de las elecciones.

El Gobierno de Indonesia presupuestó 25 billones de rupias (~1.700 millones de dólares) para los preparativos electorales en 2022-2023, más de la mitad de los cuales fueron utilizados por la Comisión Electoral General (KPU) y la mayoría de los fondos restantes utilizados por la Agencia General de Supervisión de Elecciones .  El Ministerio de Finanzas presupuestó 71,3 billones de rupias para todo el proceso electoral, un aumento del 57 por ciento con respecto al presupuesto de las elecciones de 2019.  Alrededor de 17 billones de rupias (1.100 millones de dólares estadounidenses) del presupuesto están destinados a la segunda vuelta de las elecciones presidenciales, si es necesario. 
Se imprimieron más de 1.200 millones de papeletas y 4,16 millones de urnas.  Según el presidente del KPU, Hasyim Asyari, sólo los costes de imprimir las papeletas legislativas superarían los 800.000 millones de rupias.  Las papeletas comenzaron a imprimirse en noviembre de 2023,  y la distribución de las papeletas comenzó principalmente el 10 de febrero de 2024. Está previsto que los colegios electorales reciban sus papeletas el día antes de la votación, aunque las regiones más aisladas comenzaron a distribuirlas antes.  Para llegar a los colegios electorales más aislados se emplearon helicópteros, barcos y carros tirados por animales.  La KPU pretende que cada colegio electoral atienda a un máximo de 300 electores, aunque la normativa permite un máximo de 500. Según Hasyim Asyari, esto se debió a las limitaciones de tiempo en cada colegio electoral.  Cada colegio electoral tiene cuatro cabinas de votación. 
Más de 5,7 millones de trabajadores electorales y voluntarios (Kelompok Penyelenggara Pemungut Suara /KPPS) prestarían servicios en los colegios electorales de Indonesia y el extranjero. Debido a la preocupación por la muerte del personal de KPPS en las elecciones de 2019, KPU añadió reglas en 2024 que limitan su edad entre 17 y 55 años, además de proporcionar prueba de buena salud.  Se asignan siete miembros del KPPS a cada mesa electoral, uno de los cuales actúa como jefe.  El personal de KPPS recibe entre 1,1 y 1,2 millones de rupias (~70 dólares estadounidenses) por su trabajo, el doble del pago recibido por el personal de KPPS en 2019.  El recuento de votos en cada mesa electoral se realiza entre el 14 y el 15 de febrero, y la recapitulación de votos se realiza entre el 15 de febrero y el 20 de marzo a nivel de aldea/subdistrito, distrito y regencia/ciudad.  A cada pareja de candidatos presidenciales también se le permite un máximo de dos testigos por cada mesa electoral.  La Policía Nacional de Indonesia dijo que se desplegarían 4.992 efectivos para asegurar el recuento de votos. 
Como el territorio de Indonesia se extiende a lo largo de tres zonas horarias, la votación comenzó a las 7:00 a. m. en cada zona horaria y cerró a las 01:00 p. m., comenzando a las 22:00 GMT (13 de febrero) en Papúa y terminando a las 06:00 GMT (14 de febrero) en Sumatra. 

### Incidentes
El 11 de febrero, una turba en Paniai Regency, Papúa Central, quemó una oficina de distrito junto con varias papeletas y urnas por la decisión del KPU de reubicar un colegio electoral en la regencia.  El 12 de febrero, la KPU ordenó el aplazamiento de la votación en 108 colegios electorales en Demak Regency, Java Central, debido a las inundaciones del río Wulan.  El día de las elecciones, la votación se retrasó varias horas en 34 colegios electorales de Yakarta debido a las inundaciones provocadas por una tormenta.  La votación también se pospuso en algunos colegios electorales del sur de Tangerang debido a las inundaciones.   En total, 37.466 colegios electorales en todo el país comenzaron a votar considerablemente después de las 07:00 horas.  En Nueva Guinea Occidental, no se llevaron a cabo elecciones en 1.297 colegios electorales en Papúa Central, Papúa Alta y las Provincias de Papúa debido a problemas relacionados con la logística y las tensiones sociales que giran en torno al sistema local noken, en el que un representante designado emite votos en nombre de un grupo. 
La votación no se llevó a cabo en un colegio electoral de Cimahi porque las urnas entregadas estaban vacías, mientras que en otros colegios electorales de la ciudad se informó de confusión de papeletas.  En Bogor Regency, Bawaslu confirmó que se habían manipulado ocho papeletas de votación para seleccionar a ciertos candidatos antes de que pudieran ser distribuidas a los votantes.  Bawaslu también confirmó que se había producido manipulación de las papeletas durante la votación en el extranjero en Malasia.  Las organizaciones de inmigrantes en Malasia también informaron que se estaban comprando papeletas por entre 25 y 50 ringgit (entre 5 y 10 dólares estadounidenses).  Bawaslu registró alrededor de 1.200 violaciones electorales durante la votación, en su mayoría por infracciones éticas y violaciones de neutralidad por parte de empleados gubernamentales. 
Desde el 14 de febrero, al menos 57 funcionarios electorales en todo el país han muerto por fatiga y accidentes y enfermedades laborales durante el escrutinio de los votos.  Se informó de intimidación contra funcionarios electorales en 1.473 colegios electorales, mientras que 6.084 colegios electorales recibieron votos mezclados. 
Durante el recuento de votos, surgieron acusaciones de que los votos parecían más grandes en la aplicación en línea generada por el KPU Sirekap (Sistema de Información de Recapitulación) que lo que mostraban los resultados reales. Bawaslu atribuyó el problema a posibles errores en parte de la aplicación recién fundada y agradeció una auditoría de Sirekap.  El PDI-P anunció su rechazo formal al uso de Sirekap el 20 de febrero.  La KPU, alegando problemas y discrepancias con Sirekap, ordenó retrasar la recapitulación de los votos a nivel de distrito. 

### Resultados preliminares
Se espera que los resultados oficiales se publiquen en marzo, pero los conteos rápidos de los tabuladores aprobados por el gobierno salieron a la luz poco después del cierre de los colegios electorales.  Los recuentos iniciales de Indikator Politik, Kompas y Lingkaran Survei Indonesia mostraron que Prabowo Subianto recibió entre el 53,4 y el 59,8 por ciento de los votos emitidos, seguido por Anies Baswedan, que recibió entre el 23,11 y el 26,39 por ciento, y Ganjar Pranowo, que recibió entre el 16,72 y el 17,12 por ciento. 

### Resultados oficiales

#### Presidente
| Candidato          | Vicepresidente          | Partido                                 | Votos       | %      |
| ------------------ | ----------------------- | --------------------------------------- | ----------- | ------ |
| Prabowo Subianto   | Gibran Rakabuming (Ind) | Gerindra Party                          | 96 214 691  | 58.59% |
| Anies Baswedan     | Muhaimin Iskandar (PKB) | Independente                            | 40 971 906  | 24.95% |
| Ganjar Pranowo     | Mahfud MD (Ind)         | Indonesian Democratic Party of Struggle | 27 040 878  | 16.47% |
| Votos válidos      | Votos válidos           | Votos válidos                           | 164 227 475 | 97.51% |
| Votos inválidos    | Votos inválidos         | Votos inválidos                         | 4 194 536   | 2.49%  |
| Total de votos`    | Total de votos`         | Total de votos`                         | 168 422 011 | 100%   |
| Total de electores | Total de electores      | Total de electores                      | 204 421 612 | 82.39% |
| Fuente             | KPU                     | KPU                                     | KPU         |        |

#### Por provincia
| Votos por provincia     | Votos por provincia |                             |                             |                           |                           |                      |                      | Total de votos |        |      |           |
| Votos por provincia     | Votos por provincia | Anies Baswedan Independente | Anies Baswedan Independente | Prabowo Subianto Gerindra | Prabowo Subianto Gerindra | Ganjar Pranowo PDI-P | Ganjar Pranowo PDI-P | Total de votos |        |      |           |
| Votos por provincia     | Votos por provincia | Votos                       | %                           | Votos                     | %                         | Votos                | %                    | Total de votos |        |      |           |
| ----------------------- | ------------------- | --------------------------- | --------------------------- | ------------------------- | ------------------------- | -------------------- | -------------------- | -------------- | ------ | ---- | --------- |
| Votos por provincia     | Votos por provincia | Sumatra                     | Aceh                        | 2,369,534                 | 73.56                     | 787,024              | 24.43                | Total de votos | 64,677 | 2.01 | 3,221,235 |
| North Sumatra           | 2,339,620           | Sumatra                     | 29.25                       | 4,660,408                 | 58.26                     | 999,528              | 12.49                | 7,999,556      |        |      |           |
| West Sumatra            | 1,744,042           | Sumatra                     | 56.53                       | 1,217,314                 | 39.45                     | 124,044              | 4.02                 | 3,085,400      |        |      |           |
| Riau                    | 1,400,093           | Sumatra                     | 37.96                       | 1,931,113                 | 52.35                     | 357,298              | 9.69                 | 3,688,504      |        |      |           |
| Jambi                   | 532,605             | Sumatra                     | 24.15                       | 1,438,952                 | 65.23                     | 234,251              | 10.62                | 2,205,808      |        |      |           |
| South Sumatra           | 997,299             | Sumatra                     | 18.98                       | 3,649,651                 | 69.47                     | 606,681              | 11.55                | 5,253,631      |        |      |           |
| Bengkulu                | 229,681             | Sumatra                     | 18.10                       | 893,499                   | 70.42                     | 145,570              | 11.47                | 1,268,750      |        |      |           |
| Lampung                 | 791,892             | Sumatra                     | 15.49                       | 3,554,310                 | 69.55                     | 764,486              | 14.96                | 5,110,688      |        |      |           |
| Bangka Belitung Islands | 204,348             | Sumatra                     | 23.08                       | 529,883                   | 59.85                     | 151,109              | 17.07                | 885,340        |        |      |           |
| Riau Islands            | 370,671             | Sumatra                     | 32.15                       | 641,388                   | 55.64                     | 140,733              | 12.21                | 1,152,792      |        |      |           |
| Java                    | Banten              | 2,451,383                   | 34.02                       | 4,035,052                 | 55.99                     | 720,275              | 9.99                 | 7,206,710      |        |      |           |
| Java                    | Yakarta             | 2,653,762                   | 41.07                       | 2,692,011                 | 41.67                     | 1,115,138            | 17.26                | 6,460,911      |        |      |           |
| Java                    | West Java           | 9,099,674                   | 31.68                       | 16,805,854                | 58.50                     | 2,820,995            | 9.82                 | 28,726,523     |        |      |           |
| Java                    | Central Java        | 2,866,373                   | 12.58                       | 12,096,454                | 53.08                     | 7,827,335            | 34.35                | 22,790,162     |        |      |           |
| Java                    | Yogyakarta          | 496,280                     | 19.80                       | 1,269,265                 | 50.63                     | 741,220              | 29.57                | 2,506,765      |        |      |           |
| Java                    | East Java           | 4,492,652                   | 17.52                       | 16,716,603                | 65.19                     | 4,434,805            | 17.29                | 25,644,060     |        |      |           |
| Kalimantan              | West Kalimantan     | 718,641                     | 22.34                       | 1,964,183                 | 61.05                     | 534,450              | 16.61                | 3,217,274      |        |      |           |
| Kalimantan              | Central Kalimantan  | 256,811                     | 16.98                       | 1,097,070                 | 72.53                     | 158,788              | 10.50                | 1,512,669      |        |      |           |
| Kalimantan              | South Kalimantan    | 849,948                     | 35.16                       | 1,407,684                 | 58.23                     | 159,950              | 6.61                 | 2,417,582      |        |      |           |
| Kalimantan              | East Kalimantan     | 448,046                     | 20.09                       | 1,542,346                 | 69.15                     | 240,143              | 10.77                | 2,230,535      |        |      |           |
| Kalimantan              | North Kalimantan    | 72,065                      | 17.67                       | 284,209                   | 69.71                     | 51,451               | 12.62                | 407,725        |        |      |           |
| Lesser Sunda            | Bali                | 99,233                      | 3.70                        | 1,454,640                 | 54.26                     | 1,127,134            | 42.04                | 2,681,007      |        |      |           |
| Lesser Sunda            | West Nusa Tenggara  | 850,539                     | 26.20                       | 2,154,843                 | 66.37                     | 241,106              | 7.43                 | 3,246,488      |        |      |           |
| Lesser Sunda            | East Nusa Tenggara  | 153,446                     | 5.27                        | 1,798,753                 | 61.80                     | 958,505              | 32.93                | 2,910,704      |        |      |           |
| Sulawesi                | North Sulawesi      | 119,103                     | 7.30                        | 1,229,069                 | 75.31                     | 283,796              | 17.39                | 1,631,968      |        |      |           |
| Sulawesi                | Gorontalo           | 227,354                     | 29.39                       | 504,662                   | 65.24                     | 41,508               | 5.37                 | 773,524        |        |      |           |
| Sulawesi                | Central Sulawesi    | 386,743                     | 21.50                       | 1,251,313                 | 69.57                     | 160,594              | 8.93                 | 1,798,650      |        |      |           |
| Sulawesi                | Southeast Sulawesi  | 361,585                     | 23.09                       | 1,113,344                 | 71.11                     | 90,727               | 5.79                 | 1,565,656      |        |      |           |
| Sulawesi                | West Sulawesi       | 223,153                     | 27.23                       | 533,757                   | 65.14                     | 62,514               | 7.63                 | 819,424        |        |      |           |
| Sulawesi                | South Sulawesi      | 2,003,081                   | 37.94                       | 3,010,726                 | 57.02                     | 265,948              | 5.04                 | 5,279,755      |        |      |           |
| Maluku                  | Maluku              | 228,557                     | 21.16                       | 665,371                   | 61.59                     | 186,395              | 17.25                | 1,080,323      |        |      |           |
| Maluku                  | North Maluku        | 200,459                     | 26.85                       | 454,943                   | 60.93                     | 91,293               | 12.23                | 746,695        |        |      |           |
| Papúa                   | Papúa               | 67,592                      | 10.81                       | 378,908                   | 60.62                     | 178,534              | 28.56                | 625,034        |        |      |           |
| Papúa                   | West Papúa          | 37,459                      | 11.32                       | 172,965                   | 52.26                     | 120,565              | 36.43                | 330,989        |        |      |           |
| Papúa                   | Southwest Papúa     | 48,405                      | 13.53                       | 209,403                   | 58.54                     | 99,899               | 27.93                | 357,707        |        |      |           |
| Papúa                   | Central Papúa       | 128,577                     | 11.66                       | 638,616                   | 57.94                     | 335,089              | 30.40                | 1,102,282      |        |      |           |
| Papúa                   | Highland Papúa      | 284,184                     | 21.89                       | 838,382                   | 64.56                     | 175,956              | 13.55                | 1,306,740      |        |      |           |
| Papúa                   | South Papúa         | 41,906                      | 13.31                       | 162,852                   | 51.74                     | 110,003              | 34.95                | 314,761        |        |      |           |
| Exterior                | Exterior            | 125,110                     | 18.64                       | 427,871                   | 63.73                     | 118,385              | 17.63                | 671,366        |        |      |           |
| Total                   | Total               | 40,971,906                  | 24.95                       | 96,214,691                | 58.59                     | 27,040,878           | 16.47                | 164,227,475    |        |      |           |

#### Demografía
El departamento de investigación y desarrollo del periódico indonesio Kompas (Litbang Kompas) realizó una encuesta a boca de urna y publicó un desglose demográfico basado en preferencias políticas.
| Elecciones presidenciales de Indonesia de 2024 | Elecciones presidenciales de Indonesia de 2024 | Elecciones presidenciales de Indonesia de 2024 | Elecciones presidenciales de Indonesia de 2024 | Elecciones presidenciales de Indonesia de 2024 |        |
| Grupo social                                   | Anies (%)                                      | Prabowo (%)                                    | Ganjar (%)                                     | Voto en blanco (%)                             |        |
| Grupo social                                   | Género                                         | Género                                         | Género                                         | Género                                         | Género |
| ---------------------------------------------- | ---------------------------------------------- | ---------------------------------------------- | ---------------------------------------------- | ---------------------------------------------- | ------ |
| Hombre                                         | 21.7                                           | 53.6                                           | 15.7                                           | 9.0                                            |        |
| Mujer                                          | 22.0                                           | 55.1                                           | 13.4                                           | 9.5                                            |        |
| Edad                                           |                                                |                                                |                                                |                                                |        |
| 17–25                                          | 16.7                                           | 65.9                                           | 9.6                                            | 7.8                                            |        |
| 26–33                                          | 20.2                                           | 59.6                                           | 11.7                                           | 8.5                                            |        |
| 34–41                                          | 22.3                                           | 54.1                                           | 13.9                                           | 9.7                                            |        |
| 42–55                                          | 24.3                                           | 49.1                                           | 14.0                                           | 12.0                                           |        |
| 56–74                                          | 25.7                                           | 43.1                                           | 21.3                                           | 9.9                                            |        |
| Educación                                      |                                                |                                                |                                                |                                                |        |
| Primaria                                       | 18.8                                           | 55.6                                           | 17.4                                           | 8.2                                            |        |
| Secundaria                                     | 20.7                                           | 57.4                                           | 12.3                                           | 9.6                                            |        |
| Superior                                       | 34.3                                           | 41.7                                           | 12.6                                           | 11.4                                           |        |
| Clase social                                   |                                                |                                                |                                                |                                                |        |
| Bajo                                           | 19.7                                           | 55.9                                           | 16.0                                           | 8.4                                            |        |
| Medio bajo                                     | 21.0                                           | 55.9                                           | 14.4                                           | 8.7                                            |        |
| Medio alto                                     | 25.3                                           | 50.9                                           | 11.3                                           | 12.5                                           |        |
| Alto                                           | 30.4                                           | 45.6                                           | 15.1                                           | 8.9                                            |        |
| Religión                                       |                                                |                                                |                                                |                                                |        |
| Islam (Nahdlatul Ulama)                        | 21.8                                           | 55.8                                           | 12.8                                           | 9.5                                            |        |
| Islam (Muhammadiyah)                           | 41.9                                           | 41.6                                           | 10.6                                           | 5.9                                            |        |
| Islam (Otros)                                  | 30.1                                           | 49.5                                           | 9.8                                            | 10.6                                           |        |
| Católica                                       | 1.7                                            | 64.9                                           | 29.3                                           | 4.1                                            |        |
| Protestante                                    | 1.7                                            | 56.9                                           | 32.9                                           | 8.4                                            |        |
| Hindú                                          | 0.0                                            | 47.5                                           | 43.2                                           | 9.4                                            |        |
| Otra                                           | 7.9                                            | 50.0                                           | 26.3                                           | 15.8                                           |        |

### Cámara de los Representantes
| Partido político                        | Votos       | %     | +/-   | Asientos | +/-   |
| --------------------------------------- | ----------- | ----- | ----- | -------- | ----- |
| Indonesian Democratic Party of Struggle | 25,387,279  | 16.72 | –2.61 | 109      | –19   |
| Golkar Party                            | 23,208,654  | 15.29 | +2.98 | 102      | +17   |
| Gerindra Party                          | 20,071,708  | 13.22 | +0.65 | 86       | +8    |
| National Awakening Party                | 16,115,655  | 10.62 | +0.93 | 68       | +10   |
| Nasdem Party                            | 14,660,516  | 9.66  | +0.61 | 71       | +12   |
| Prosperous Justice Party (2020)         | 12,781,353  | 8.42  | +0.21 | 52       | +2    |
| Democratic Party                        | 11,283,160  | 7.43  | –0.34 | 44       | –10   |
| National Mandate Party                  | 10,984,003  | 7.24  | +0.40 | 48       | +4    |
| United Development Party                | 5,878,777   | 3.87  | –0.65 | 0        | –19   |
| Indonesian Solidarity Party             | 4,260,169   | 2.81  | +0.92 | 0        | 0     |
| Perindo Party                           | 1,955,154   | 1.29  | –1.38 | 0        | 0     |
| Gelora Party                            | 1,281,991   | 0.84  | Nuevo | 0        | Nuevo |
| People's Conscience Party               | 1,094,588   | 0.72  | –0.82 | 0        | 0     |
| Labour Party                            | 972,910     | 0.64  | Nuevo | 0        | Nuevo |
| Ummah Party                             | 642,545     | 0.42  | Nuevo | 0        | Nuevo |
| Crescent Star Party                     | 484,486     | 0.32  | –0.47 | 0        | 0     |
| Garuda Party                            | 406,883     | 0.27  | –0.23 | 0        | 0     |
| Nusantara Awakening Party               | 326,800     | 0.22  | Nuevo | 0        | Nuevo |
| Total                                   | 151,796,631 | 100%  | –     | 580      | +5    |
| Fuente:                                 | KPU         | KPU   | KPU   | KPU      | KPU   |